# Chris Archer
Christopher Alan "Chris" Archer, född den 26 september 1988 i Raleigh i North Carolina, är en amerikansk professionell basebollspelare som spelar för Minnesota Twins i Major League Baseball (MLB). Archer är högerhänt pitcher.
Archer har tidigare spelat för Tampa Bay Rays (2012–2018), Pittsburgh Pirates (2018–2019) och Rays igen (2021). Han har tagits ut till MLB:s all star-match två gånger.

## Karriär

### Major League Baseball

#### Cleveland Indians
Archer draftades av Cleveland Indians 2006 som 161:a spelare totalt direkt från high school och redan samma år gjorde han proffsdebut i Indians farmarklubbssystem. Efter 2008 års säsong trejdades han tillsammans med John Gaub och Jeff Stevens till Chicago Cubs i utbyte mot Mark DeRosa.

#### Chicago Cubs
Archer spelade två säsonger i Cubs farmarklubssystem innan han i januari 2011 trejdades till Tampa Bay Rays tillsammans med Lee Hak-Joo, Robinson Chirinos, Sam Fuld och Brandon Guyer i utbyte mot Matt Garza, Fernando Perez och Zac Rosscup.

#### Tampa Bay Rays
Den 20 juni 2012 fick Archer äntligen debutera i MLB, även om han tillbringade det mesta av den säsongen för Rays högsta farmarklubb Durham Bulls. För Rays blev det bara sex matcher. Nästföljande säsong fick han inleda för Bulls, men han kallades senare under säsongen upp till moderklubben och startade därefter 23 matcher för Rays, under vilka han var 9–7 (nio vinster och sju förluster) med en earned run average (ERA) på fina 3,22. Han räknades fortfarande som rookie och kom trea i omröstningen till American Leagues Rookie of the Year Award.
I samband med säsongsinledningen 2014 kom Archer och Rays överens om ett sexårskontrakt värt 25,5 miljoner dollar med möjlighet för klubben att förlänga kontraktet ytterligare två säsonger för sammanlagt 18,25 miljoner dollar. Den säsongen var han 10–9 med en ERA på 3,33 på 32 starter. Året efter togs han ut till MLB:s all star-match för första gången efter en stark första halva av säsongen. Han var under säsongen 12–13 med en ERA på 3,23, 252 strikeouts och 10,70 strikeouts per 9 innings pitched (båda de sistnämnda resultaten var näst bäst i American League och nya klubbrekord för Rays) på 34 starter (flest i American League). Efter säsongen kom han femma i omröstningen till American Leagues Cy Young Award, priset till ligans bästa pitcher.
Archer var inte alls lika dominant 2016, då han var 9–19 (flest förluster i American League) med en ERA på 4,02 på 33 starter. Han var dock för andra året i rad näst bäst i American League i strikeouts (233) och strikeouts per 9 innings pitched (10,42). Han togs ut till sin andra all star-match 2017 och senare under säsongen nådde han milstolpen 1 000 strikeouts i karriären under grundserien. Han gjorde det på 154 matcher och bara åtta pitchers i MLB:s historia hade gjort det på lika många eller färre. Totalt under säsongen var Archer 10–12 med en ERA på 4,07 på 34 starter (delat flest i American League). Med 249 strikeouts var han tredje bäst i American League och det var han också med 11,15 strikeouts per 9 innings pitched, vilket var en förbättring av hans eget två år gamla klubbrekord. Han hade delat flest wild pitches i American League (15).
Fram till slutet av juli 2018 var Archer 3–5 med en ERA på 4,31 på 17 starter. Då blev han trejdad till Pittsburgh Pirates i utbyte mot Tyler Glasnow, Austin Meadows och Shane Baz.

#### Pittsburgh Pirates

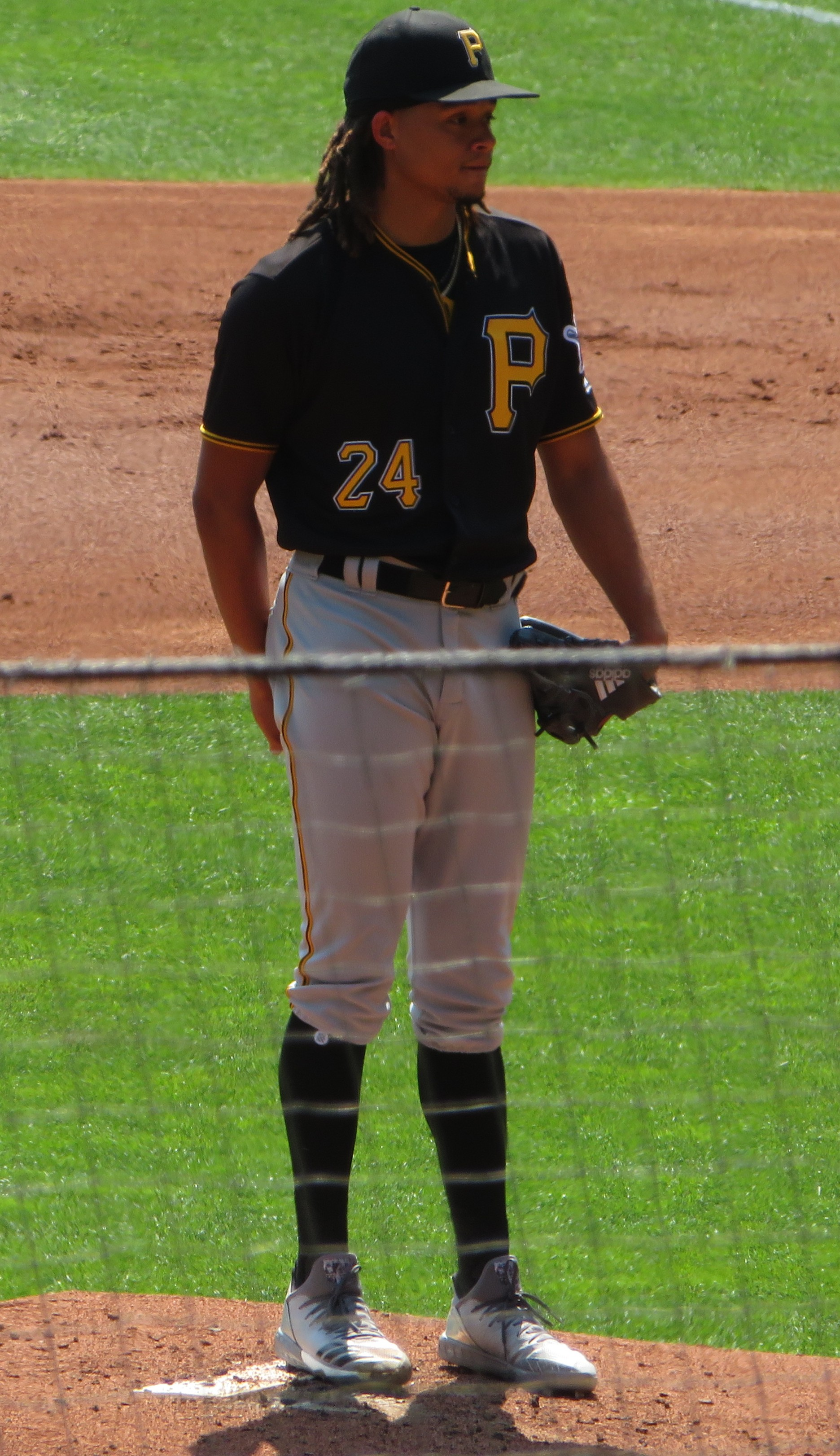
Archer i Pittsburgh Pirates dräkt 2018.

Under resten av 2018 års säsong var Archer 3–3 med en ERA på 4,30 på tio starter för Pirates. I inledningen av 2019 års säsong blev han avstängd fem matcher för att avsiktligt ha kastat bollen bakom Derek Dietrich som hämnd för att denne tidigare i samma match hade dröjt sig kvar vid hemplattan för att beundra den homerun som han nyss slagit mot Archer. Han var under den säsongen 3–9 med en ERA på hela 5,19, klart sämst dittills under karriären, på 23 starter. Pirates utnyttjade trots detta möjligheten att förlänga kontraktet ett år för nio miljoner dollar.
Starten på 2020 års säsong sköts upp på grund av covid-19-pandemin och Archer missade hela säsongen när den väl kom igång efter att ha opererats för thoracic outlet syndrome (TOS) i början av juni. Efter säsongen blev han free agent för första gången efter det att Pirates beslutat att inte utnyttja möjligheten att förlänga kontraktet ett år till.

#### Tampa Bay Rays igen
I februari 2021 skrev Archer på för sin gamla klubb Tampa Bay Rays i form av ett ettårskontrakt värt 6,5 miljoner dollar. Efter bara två matcher blev han långtidsskadad i sin kastarm och kunde inte göra comeback förrän i slutet av augusti. Han spelade bara sex matcher och efter säsongen blev han free agent igen.

#### Minnesota Twins
I slutet av mars 2022 kom Archer överens med Minnesota Twins om ett ettårskontrakt värt minst 2,75 miljoner dollar.

### Internationellt
Archer representerade USA vid World Baseball Classic 2017, då USA tog guld. Han startade lagets första match i turneringen, mot Colombia, och brände alla tolv slagmän han mötte.